# Exorista sessitans
Exorista sessitans là một loài ruồi trong họ Tachinidae.